# HK CSKA Moskva
HK CSKA Moskva (ryska: ЦСКА Москва (Центральный Спортивный Клуб Армии); Tsentralnyj Sportivnyj Klub Armii; sv: Centrala Sportklubben för Armén) är en ishockeyklubb från Moskva i Ryssland. 
Klubben startades 1946 som CDKA Moskva, och är ishockeysektionen i den ryska sportklubben CSKA Moskva som bildades år 1923. Laget firade tidigare stora internationella triumfer, och betraktas allmänt som världens bästa klubblag genom tiderna; laget spelade bland annat 36 matcher mot NHL-lag åren 1975–1991, av vilka laget vann 26, och spelade oavgjort i två. 34 av dessa matcher ingick i Super Series, samt en framgångsrik turné laget gjorde till Nordamerika vid årsskiftet 1975/1976.

## Mästerskapstitlar
Sovjetiska mästerskapsserien: (32): 1948, 1949, 1950, 1955, 1956, 1958, 1959, 1960, 1961, 1963, 1964, 1965, 1966, 1968, 1970, 1971, 1972, 1973, 1975, 1977, 1978, 1979, 1980, 1981, 1982, 1983, 1984, 1985, 1986, 1987, 1988, 1989

 Sovjetiska cupen i ishockey (12): 1954, 1955, 1956, 1961, 1966, 1967, 1968, 1969, 1973, 1977, 1979, 1988

 Europeiska klubbmästare:  (20): 1969, 1970, 1971, 1972, 1973, 1974, 1976, 1978, 1979, 1980, 1981, 1982, 1983, 1984, 1985, 1986, 1987, 1988, 1989, 1990

 Kontinental Cup (2): 2015, 2016, 2017

 Gagarin Cup (1): 2019

 Spengler Cup (1): 1991

## Alumni

### Spelare invalda i Hall of fame
Spelare
- Vladislav Tretiak[2], G, 1968–84, invald 1989
- Vjatjeslav Fetisov[3], D, 1978–89, 2009 invald 2001
- Valerij Charlamov[4], LW, 1967–81, invald 2005
- Igor Larionov[5], C, 1981–89, invald 2008
- Pavel Bure[6], LW, 1987–91, invald 2012
- Sergej Makarov[7], RW, 1976-1997, invald 2016

Byggare
- Anatolij Tarasov, Coach, 1947–60, 1961–70, 1970–74 invald 1974

### Övriga spelare
Utöver de spelare som blivit invalda i HHOF har ett stort antal stjärnspelare blivit fostrade, eller spelat större delen av sin karriär, i klubben. Värda att nämna är exempelvis Vsevolod Bobrov, Anatolij Firsov, Vladimir Petrov och Boris Michajlov.

## Russian Penguins
Russian Penguins var ett ishockeylag som tillhörde CSKA och som spelade en säsong i den amerikanska ishockeyligan International Hockey League (IHL). De spelade dock bara 13 tävlingsmatcher, en bortamatch mot vardera motstånd i IHL, för säsongen 1993–1994 utöver sitt ordinarie spelschema i den ryska Internationella hockeyligan som HK CSKA.